# Giovanni Abagnale
Giovanni Abagnale (* 11. Januar 1995 in Gragnano) ist ein italienischer Ruderer. 2016 gewann er eine olympische Bronzemedaille.

## Sportliche Karriere
Giovanni Abagnale gewann bei den Junioren-Weltmeisterschaften 2011 und bei den Junioren-Weltmeisterschaften 2012 mit dem italienischen Achter den Titel. Bei den Junioren-Weltmeisterschaften 2013 belegte er mit dem Vierer ohne Steuermann den zweiten Platz. Seine erste Medaille im Erwachsenenbereich erhielt Abagnale bei den Europameisterschaften 2014, als er zusammen mit Cesare Gabbia, Paolo Perino und Giuseppe Vicino Bronze im Vierer gewann. Bei den U23-Weltmeisterschaften 2014 vor heimischem Publikum in Varese siegte der italienische Vierer mit Cesare Gabbia, Marco Di Costanzo, Giovanni Abagnale und Vincenzo Abbagnale. Bei den Weltmeisterschaften 2014 in der Erwachsenenklasse belegte Abagnale mit dem Achter den neunten Platz.
2015 ruderte er im Weltcup zusammen mit Abbagnale im Zweier ohne Steuermann. Bei den Weltmeisterschaften 2015 auf dem Lac d’Aiguebelette belegte er mit dem Achter den sechsten Platz, die ersten fünf Boote qualifizierten sich direkt für die Olympischen Spiele. 2016 erreichte der italienische Achter den zweiten Platz beim Weltcup in Varese und den dritten Platz bei der Olympiaqualifikation in Luzern, die ersten beiden Boote dieser Regatta qualifizierten sich gleichfalls für die olympische Regatta. Bei der letzten Weltcup-Regatta belegte Abagnale zusammen mit Domenico Montrone den sechsten Platz im Zweier. Bei den Olympischen Spielen in Rio de Janeiro starteten Giovanni Abagnale und Marco Di Costanzo im Zweier, sie gewannen die Bronzemedaille hinter den Booten aus Neuseeland und Südafrika. Bei den Europameisterschaften 2017 siegte der italienische Vierer ohne Steuermann mit Di Costanzo, Abagnale, Matteo Castaldo und Montrone, und zum Abschluss der Saison gewann das Quartett Silber bei den Weltmeisterschaften in Florida hinter Australien.
2018 belegte Abagnale mit dem italienischen Vierer den vierten Platz bei den Europameisterschaften und mit dem Achter den fünften Platz bei den Weltmeisterschaften. Bei den Europameisterschaften trat Abagnale mit Giuseppe Vicino im Zweier ohne Steuermann an und belegte den vierten Platz. Drei Monate später bei den Weltmeisterschaften in Linz/Ottensheim ruderte der italienische Vierer ohne Steuermann in der Besetzung Di Costanzo, Abagnale, Bruno Rosetti und Castaldo auf den vierten Platz. 2020 gewannen die Italiener in der gleichen Besetzung hinter den Niederländern die Silbermedaille bei den Europameisterschaften in Posen. 2021 erruderte Abagnale mit dem Vierer die Bronzemedaille bei den Europameisterschaften. Bei den Olympischen Spielen in Tokio traten Abagnale und Marco Di Costanzo im Zweier an und qualifizierten sich für das Halbfinale im Zweier. Nachdem Di Costanzo kurzfristig als Ersatzmann in den Vierer wechselte, traten Giovanni Abagnale und Vincenzo Abbagnale im Halbfinale des Zweier-Wettbewerbs an. Die nicht eingespielte Crew konnte sich nicht für das A-Finale qualifizieren und belegte letztlich den elften Platz.
2022 ruderte Abagnale zusammen mit Alfonso Scalzone im Zweier ohne Steuermann auf den fünften Platz bei den Europameisterschaften in München. Bei den Weltmeisterschaften in Račice u Štětí waren beide Mitglied des italienischen Achters, der den neunten Rang belegte. 2023 erreichte Abagnale bei den Europameisterschaften in Bled den fünften Platz im Achter und den siebten Platz bei den Weltmeisterschaften in Belgrad. 2024 wechselte Abagnale in den Vierer. Matteo Lodo, Giovanni Abagnale, Giuseppe Vicino und Nicholas Kohl erkämpften bei den Europameisterschaften in Szeged die Silbermedaille hinter den Briten und vor den Franzosen. Drei Monate später bei der Olympiaregatta in Paris gewannen der Vierer aus den Vereinigten Staaten vor den Neuseeländern und Briten. Zweieinhalb Sekunden hinter den Briten wurden die Italiener Vierte.